# 872
Het jaar 872 is het 72e jaar in de 9e eeuw volgens de christelijke jaartelling.

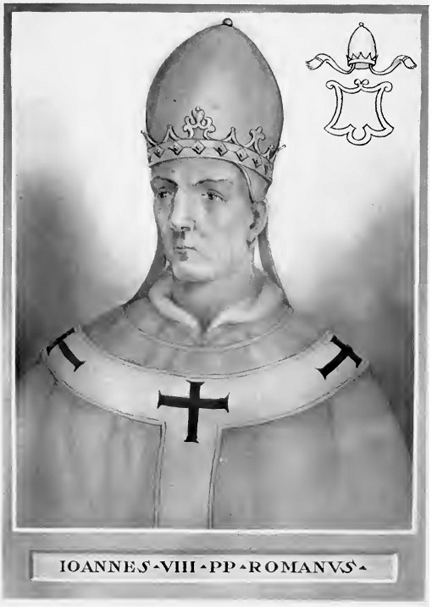
Paus Johannes VIII (872 - 882)

## Gebeurtenissen

### Byzantijnse Rijk
- Keizer Basileios I ("de Macedoniër") stuurt een Byzantijns expeditieleger naar Armenië om de opstandige paulicianen te onderdrukken. Bij de strategisch gelegen handelsstad Sivas wordt hun militaire macht gebroken.

### Europa
- De 18-jarige Harald Schoonhaar wint een beslissende zeeslag bij Hafrsfjord (Stavanger) en verenigt als eerste koning heel Noorwegen. De Noorse kust wordt veilig voor handelaren, tot het huidige Finnmark (Lapland).
- 18 mei - Lodewijk II wordt na zijn succesvolle militaire campagne tegen de Saracenen (zie: 871) in Rome opnieuw tot keizer gekroond van het Roomse Rijk. Hij regeert voornamelijk over Noord-Italië en de Provence.
- Arnold van Gascogne, een Frankische edelman, overlijdt nadat hij voortdurend strijd heeft geleverd tegen de Vikingen. Hij wordt opgevolgd door zijn oom Sancho III ("de Verschrikkelijke") als hertog van Gascogne.

### Lage Landen
- Eerste schriftelijke vermelding van Tienen (huidige België).

## Religie
- 14 december - Paus Adrianus II overlijdt na een pontificaat van 5 jaar. Hij wordt opgevolgd door Johannes VIII als de 107e paus van de Katholieke Kerk.
- Dagobert II ("de Jonge"), koning van Austrasië, wordt heilig verklaard.

## Geboren
- Pietro II Candiano, doge van Venetië (waarschijnlijke datum)

## Overleden
- 14 december - Adrianus II (80), paus van de Katholieke Kerk
- Arnold van Gascogne, Frankisch edelman (waarschijnlijke datum)